# Twelfth Air Force

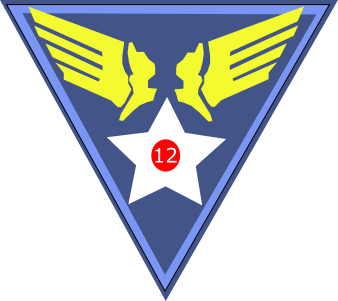
Insigne de la USAAF

La 12th AF est la force aérienne tactique du théâtre d'opération méditerranéen (MTO). Elle fait partie de l'armée de l'air américaine (USAAF).

## Son histoire
La 12th AF est créée et activée le 20 août 1942 aux États-Unis.
De fin août à septembre, elle traverse l'Atlantique, direction la Grande-Bretagne. En novembre 1942, elle met le cap au sud, direction l'AFN (Afrique Française du Nord), et participe au débarquement anglo-américain (Opération Torch).
Le débarquement étant un succès, elle installe ses bases en AFN et peut ainsi opérer sur l'ensemble du MTO. Elle participe ainsi à la campagne de Tunisie, au débarquement en Sicile (Opération Husky), à la campagne d'Italie Opération Strangle ou encore au débarquement en Provence (Opération Anvil Dragoon). Elle est retirée du service actif le 31 août 1945.

## Ses missions
La 12th AF est une force tactique. De fait, ses opérations sont liées aux besoins du terrain, en particulier des troupes au sol. Ses objectifs sont donc variables :
- Ponts
- Nœuds de communication
- Concentration de troupes
- Batteries côtières
- Véhicules…

Force tactique, la 12th USAAF s'articule selon des besoins ponctuels, et de fait, sa disposition varie au gré des opérations. Ainsi, son organisation dans l'optique du débarquement de Sicile est-elle différente de celle dans l'optique du débarquement en Provence. Cependant, elle s'articule toujours autour des mêmes unités de combat, que l'on retrouve dans le tableau ci-dessous.

## Composition de la12thUSAAF en novembre 1944
| 42nd Bomb Wing (B-26)                                                                                               | 57th Bomb Wing d'avril 1944 à avril 1945 basé à Migliacciaru en Corse (B-25)                  | DAF (P-47)   | XXII TAC              | 51st TCW (C-47) | 3rd PG (P-51) |
| --- | --------------------------------------------------------------------------------------------- | ------------ | --------------------- | --------------- | ------------- |
| 17th BG | 310th BG Basé à Ghisonaccia-Gare en Corse de décembre 1943 à avril 1945 puis à Fano en Italie | 79th FG      | 47th BG               | 60th TCG        | 3rd PG        |
| 319th BG Basé en Sardaigne puis à Serraggia en Corse d'octobre 1944 au 1er janvier 1945 ensuite est parti à Okinawa | 321st BG Basé à Solenzara en Corse d'avril 1944 à avril 1945 puis à Falconara en Italie       |              | 27th FG               | 62nd TCG        |               |
| 320th BG | 340th BG Basé à Alesani en Corse d'avril 1944 à avril 1945 puis à Rimni en Italie             |              | 57th FG Alto en Corse | 64th TCG        |               |
| |                                                                                               |              | 86th FG               |                 |               |
| |                                                                                               |              | 350th FG              |                 |               |
| |                                                                                               |              | 414th NFS             |                 |               |
| |                                                                                               |              | 416th NFS             |                 |               |
| Basé à ? (?) | Basé à ? (?)                                                                                  | Basé à ? (?) | Basé à ? (?)          | Basé à ? (?)    | Basé à ? (?)  |

| 324th FG Basé à Ghisonaccia-Gare en Corse | 111th TRS         | 415th NFS         |
| ----------------------------------------- | ----------------- | ----------------- |
| Basé à ? (France)                         | Basé à ? (France) | Basé à ? (France) |

| 471th NFS    |
| ------------ |
| Basé à ? (?) |
| Beaufighter  |

Index des sigles
- Wing : Division administrative regroupant plusieurs groupes
- FG : Fighter Group (Groupe de Chasse)
- BG : Bomb Group (Groupe de Bombardement)
- FS : Fighter Squadron (Escadrille de Chasse)
- BS : Bomb Squadron (Escadrille de Bombardement)
- NFS : Night Fighter Squadron (Escadrille de chasse nocturne)
- TCG : Transport Carrier Group (Groupe de transport)
- PG : Photo Group

## Les commandants de la12thUSAAF
- Roger J. Browne (26-28 août 1942)
- Harold L. Neely (28 août-23 septembre 1942)
- James H. Doolittle (23 septembre 1942-1er mars 1943)
- Carl A. Spaatz (1er mars-21 décembre 1943)
- John K. Cannon (21 décembre 1943-2 avril 1945)
- Benjamin W. Chidlaw (2 avril-26 mai 1945)
- Charles T. Myers (26 mai-31 août 1945)

## Liste des missions de combat de la12thUSAAF au jour le jour
- 8 novembre 1942 : Début de l'opération Torch. Combats au-dessus de l'aérodrome de La Senia, autour d'Oran et Tafaraoui.
- 9 novembre 1942 : Mitraillage d'une colonne blindée et de batteries anti-aériennes autour de Tafaraoui et le long de la côte.
- 17 aout 1944 : Bombardement du pont de Pavie à Montpellier
- 24 août 1944 : Bombardement du pont de Pavie à Montpellier
- 7 mai 1945 : Reconnaissance au-dessus des alpes autrichiennes.
- 8 mai 1945 : Fin des missions de combat. Missions de transports et de ravitaillement.